# Gottfried Haas
Gottfried Haas (* 21. Oktober 1943 in Peking; † 2016 in Berlin) war ein deutscher Diplomat.

## Ausbildung und Studium
Das Studium der Politikwissenschaften an den Universitäten von Freiburg im Breisgau, Berlin und Paris schloss er mit einem „Diplôme d‘Etudes Supérieures des Sciences Politiques“ sowie der Promotion zum Dr. phil. ab.

## Auswärtiger Dienst
Nach dem Eintritt in den Auswärtigen Dienst 1971 folgten Verwendungen an der Botschaft in Bulgarien sowie im Auswärtigen Amt (als Persönlicher Referent eines Staatsministers). Von 1981 bis 1983 war er Ständiger Vertreter des Botschafters in Singapur. Nach einer Verwendung an der Botschaft in Großbritannien als Politischer Referent war er von 1987 bis 1991 Stellvertretender Leiter des Referats „Vereinte Nationen“ im Auswärtigen Amt. Nach einer Verwendung an der Botschaft in den USA leitete Haas von 1995 bis 2000 das des Referat für Südosteuropa im Auswärtigen Amt in Bonn. Anschließend war Haas von 2000 bis August 2005 als Vorgänger von Christian Pauls Botschafter in Irland. Danach leitete er bis zum Eintritt in den Ruhestand 2008 die Deutsche Botschaft in Rabat (Marokko). Er starb 2016 in Berlin.